# Dina Nagar
Dina Nagar (ook gespeld als Dinanagar) is een nagar panchayat (plaats) in het district Gurdaspur van de Indiase staat Punjab. 

## Demografie
Volgens de Indiase volkstelling van 2001 wonen er 21.494 mensen in Dina Nagar, waarvan 52% mannelijk en 48% vrouwelijk is. De plaats heeft een alfabetiseringsgraad van 74%. 